# Pheretima (Gattung)
Pheretima ist eine Gattung von Wenigborstern aus der Familie der Megascolecidae (Riesenregenwürmer) in der Ordnung der Crassiclitellata (Regenwürmer im weiteren Sinne), deren mehrere hundert Arten in den Tropen weltweit mit Schwerpunkten in Neuguinea und Südostasien verbreitet sind.

## Merkmale
Charakteristische Merkmale der Gattung sind laut Johan G. H. Kinberg ein endständiger, quer verlaufender Kopflappen, der am oberen, vorderen Rand des Mundsegments (segmentum buccale) befestigt ist, zudem an jedem Segment (außer dem ersten und dem letzten) jeweils um dessen Äquator angeordnete Borsten, deren Anzahl an den hinteren Segmenten höher ist als den vorderen, sowie an den Segmenten bauchseitig jeweils zwei Knötchen (Papillen). Kennzeichnend für die Gattung sind auch ein Paar Blindsäcke in einem einzelnen Segment (bei den meisten Arten) und ein Kaumagen im 8. Segment. Die Tiere haben 4 Paar Ringherzen vom 10. bis zum 13. Segment, manchmal nur 3 Paar vom 10. bis 12. Segment.
Die Riesenregenwürmer der Gattung Pheretima haben ein kurzes Clitellum, das lediglich vom 14. bis 16. Segment reicht. Wie alle Gürtelwürmer sind sie Zwitter, deren beide weiblichen Geschlechtsöffnungen ventral am 14. Segment, die beiden männlichen dahinter am 18. Segment liegen, wobei auch Genitalpapillen vorhanden sein können. Die zwei Paar Hoden liegen – kennzeichnend für die Gattung – in Hodensäcken, wie bei anderen Regenwürmern im 10. und 11. Segment, also vor den Eierstöcken im 13. Segment. Von den vier Hoden und den traubenförmigen Prostatae führen zu den zwei männlichen Öffnungen gemeinsame, kombinierte paarige Röhren und kreuzen dabei mehrere Segmente, darunter das eierstocktragende. Die Anzahl der Receptacula seminis variiert. Die Ausgänge derselben befinden sich wie bei einem Großteil der Megascolecidae an allen oder manchen Furchen vom Übergang vom 4. zum 5. bis zum Übergang vom 9. zum 10. Segment, selten innerhalb eines Segments, also immer vor den hodentragenden Segmenten.

## Entwicklungszyklus
Wie alle Gürtelwürmer sind die Riesenregenwürmer der Gattung Pheretima Zwitter und pflanzen sich geschlechtlich durch gegenseitige Begattung fort, wobei das Sperma des jeweiligen Sexpartners in den Receptacula seminis gespeichert wird. Mithilfe des kurzen Clitellums werden Kokons gebildet, in die beide Muttertiere ihre Eier legen und mit dem Sperma des Sexpartners besamen. Die Embryonen entwickeln sich im Kokon zu fertigen Regenwürmern. In der Gattung Pheretima gibt es allerdings zahlreiche ausgesprochene r-Strategen, die sich auch durch Parthenogenese fortpflanzen.

## Lebensraum und Lebensweise
Die Pheretima-Regenwürmer sind wie andere Crassiclitellaten Bodenbewohner und Substratfresser, welche die organischen Bestandteile des verschluckten Substrats verdauen und durch ihre Grabtätigkeit für eine Lockerung und Durchlüftung der Waldböden sorgen.

## Beispielarten und ihre Verbreitung
Johan Gustaf Hjalmar Kinberg beschrieb 1866 gleichzeitig mit der Gattung Pheretima zwei hierzu gehörige Arten: Pheretima montana, die in den Bergen der Pazifikinsel Tahiti lebt, und Pheretima californica, die in Waldböden Kaliforniens heimisch ist. Seitdem sind über 1000 Untertaxa – Arten oder Unterarten – dieser Gattung beschrieben worden, wobei für die meisten der Status nicht geklärt ist.
Größere Beachtung hat auch die zu erheblichen Größen heranwachsende, in Südostasien verbreitete Pheretima darnleiensis (J. J. Fletcher, 1886) gefunden. Pheretima praepinguis Gates, 1935 ist dagegen eine Art, die in der Provinz Sichuan in der Volksrepublik China heimisch ist.

## Arten
In der Gattung Pheretima sind folgende Arten beschrieben worden:
- Pheretima abdita Gates, 1935
- Pheretima aberrans Cognetti, 1911
- Pheretima abiadai Y. Hong & James, 2008
- Pheretima acidophilus Y. Chen, 1946
- Pheretima acincta Goto & Hatai, 1899
- Pheretima aculeata Gates, 1936
- Pheretima adevai Aspe & James, 2014
- Pheretima adexilis Thai, 1984
- Pheretima aggera Kobayashi, 1934
- Pheretima agilis Michaelsen, 1923
- Pheretima aimerikiensis Ohfuchi, 1941
- Pheretima alba James, 2004
- Pheretima albobrunnea Beddard, 1912
- Pheretima alexandri
- Pheretima alkmaarica Cognetti, 1913
- Pheretima alluxa Thai, 1984
- Pheretima alteradamae Michaelsen, 1934
- Pheretima ambigua Cognetti, 1906
- Pheretima ambonensis Cognetti, 1913
- Pheretima ambulatrix Michaelsen, 1934
- Pheretima americana
- Pheretima americanorum Beddard, 1912
- Pheretima amplectens Michaelsen, 1934
- Pheretima analecta Gates, 1932
- Pheretima andamanensis Michaelsen, 1907
- Pheretima andersoni Michaelsen, 1907
- Pheretima angusticauda Thai, 1982
- Pheretima annamensis Stephenson, 1931
- Pheretima annandalei Stephenson, 1917
- Pheretima anomala Michaelsen, 1907
- Pheretima antefixa Gates, 1935
- Pheretima arayatensis James & Y. Hong, 2004
- Pheretima arboricola Gates, 1936
- Pheretima arcuata Gates, 1937
- Pheretima ardita Cognetti, 1914
- Pheretima areniphila Chen & Hsü, 1975
- Pheretima arrobusta Thai, 1984
- Pheretima arrobustoides Thai, 1984
- Pheretima assacceus Y. Chen, 1938
- Pheretima atrofusca Michaelsen, 1928
- Pheretima axillus Y. Chen, 1946
- Pheretima bahli Gates, 1945
- Pheretima baii Blakemore, 2016
- Pheretima baletei James, 2004
- Pheretima baliemensis Gates, 1948
- Pheretima baliensis Michaelsen & Boldt, 1932
- Pheretima balingensis Gates, 1949
- Pheretima balteolata Gates, 1932
- Pheretima bambophila Y. Chen, 1946
- Pheretima banauensis Y. Hong & James, 2008
- Pheretima banbongensis Thai, 1982
- Pheretima bangoiana Michaelsen, 1934
- Pheretima barbar
- Pheretima barbara Cognetti, 1913
- Pheretima baritoensis Michaelsen, 1932
- Pheretima baruana Stephenson, 1932
- Pheretima batoensis Y. Hong & James, 2009
- Pheretima baungonensis James, 2004
- Pheretima baweanensis Michaelsen, 1925
- Pheretima beauforti Cognetti, 1911
- Pheretima beccarii Cognetti, 1910
- Pheretima bellatula Gates, 1932
- Pheretima benguetensis Beddard, 1912
- Pheretima benhami Ude, 1932
- Pheretima benigma Y. Chen, 1946
- Pheretima beranensis Michaelsen, 1928
- Pheretima berhalana Stephenson, 1930
- Pheretima bernhardi Gates, 1948
- Pheretima bianensis Stephenson, 1913
- Pheretima bicolensis Y. Hong & James, 2009
- Pheretima bidenryoanus Ohfuchi, 1956
- Pheretima bifaria Michaelsen, 1924
- Pheretima bifida Gates, 1937
- Pheretima bipapillata Y. Chen, 1936
- Pheretima bipapillata Ude, 1905
- Pheretima birangi Michaelsen, 1928
- Pheretima bisemicirculais Rui-hua, 1985
- Pheretima bitheca Kobayashi, 1936
- Pheretima bleckwenni Ude, 1925
- Pheretima boniaoi Aspe & James, 2014
- Pheretima borneoensis Ude, 1925
- Pheretima bravicapitata Thai, 1984
- Pheretima brevicincta Gates, 1958
- Pheretima brevicingula Y. Chen, 1939
- Pheretima brevicingulus Y. Chen, 1939
- Pheretima brevipenis Qiu & Wen, 1988
- Pheretima brinchangensis Stephenson, 1932
- Pheretima browni Stephenson, 1912
- Pheretima browni Gates, 1931
- Pheretima bryoni Michaelsen & Boldt, 1932
- Pheretima bucculenta Gates, 1935
- Pheretima buentei Ude, 1924
- Pheretima buhiensis Y. Hong & James, 2009
- Pheretima buitendijki Michaelsen, 1922
- Pheretima bukidnonensis James, 2004
- Pheretima bulmeri Gates, 1970
- Pheretima burchardi
- Pheretima cabigati Y. Hong & James, 2008
- Pheretima californica Kinberg, 1866 (Kalifornien)
- Pheretima callosa Gates, 1937
- Pheretima camanoporophorata Thai, 1982
- Pheretima camarinensis Y. Hong & James, 2009
- Pheretima campanulata
- Pheretima campestris K. Lee, 1952
- Pheretima canaliculata Gates, 1932
- Pheretima carinensis
- Pheretima carolinensis Michaelsen, 1910
- Pheretima castilloi James & Y. Hong, 2004
- Pheretima caudana Michaelsen, 1934
- Pheretima ceramensis Cognetti, 1922
- Pheretima choeina Michaelsen, 1927
- Pheretima chungkingensis Y. Chen, 1936
- Pheretima clerica Benham, 1947
- Pheretima coelogaster
- Pheretima collini Ude, 1924
- Pheretima colonensis Thai, 1996
- Pheretima colossus Cognetti, 1911
- Pheretima composita Gates, 1932
- Pheretima compta Gates, 1932
- Pheretima concepcionensis Aspe & James, 2014
- Pheretima conhanungensis Thai, 1984
- Pheretima copulata Gates, 1937
- Pheretima copulatrix Michaelsen, 1922
- Pheretima corrugata Y. Chen, 1931
- Pheretima cruratus Y. Chen, 1946
- Pheretima cruroides Chen & Hsü, 1975
- Pheretima cupreae Y. Chen, 1946
- Pheretima cyclops Cognetti, 1911
- Pheretima dactilicus Y. Chen, 1946
- Pheretima dahli Ude, 1905
- Pheretima dalatana Michaelsen, 1934
- Pheretima dammermani Michaelsen, 1924
- Pheretima danangana Thai, 1984
- Pheretima dangi Thai, 1984
- Pheretima darnleiensis (J. J. Fletcher, 1886) (Südostasien)
- Pheretima dawydovi Michaelsen, 1934
- Pheretima decipiens Beddard, 1912
- Pheretima defecta Gates, 1930
- Pheretima deongangana Thai, 1984
- Pheretima diesmosi James, 2004
- Pheretima digna Y. Chen, 1946
- Pheretima directa Y. Chen, 1935
- Pheretima ditheca Michaelsen, 1928
- Pheretima divergens
- Pheretima divitopapillata Thai, 1984
- Pheretima doliaria Gates, 1931
- Pheretima dolosa Gates, 1932
- Pheretima domosus Y. Chen, 1946
- Pheretima doormani Michaelsen, 1924
- Pheretima doriae Y. Hong & James, 2009
- Pheretima doroa Michaelsen, 1934
- Pheretima dorsalis Michaelsen, 1928
- Pheretima duliti Ude, 1925
- Pheretima dunckeri Michaelsen, 1903
- Pheretima duplicoeca Thai, 1982
- Pheretima editus Y. Chen, 1946
- Pheretima effeminata
- Pheretima eldoni Gates, 1975
- Pheretima eluta Gates, 1936
- Pheretima enchytraeoides Michaelsen, 1916
- Pheretima enkyokuanus Ohfuchi, 1951
- Pheretima erici Ude, 1925
- Pheretima exigua Gates, 1930
- Pheretima exilis Gates, 1935
- Pheretima exilisaria Thai, 1984
- Pheretima exiloides Y. Chen, 1936
- Pheretima faceta Gates, 1932
- Pheretima fakfakensis Cognetti, 1908
- Pheretima falcipapillata Thai, 1982
- Pheretima fangi Y. Chen, 1936
- Pheretima ferion Cognetti, 1913
- Pheretima festiva Michaelsen, 1922
- Pheretima feuerborni Michaelsen, 1932
- Pheretima fibula Kobayashi, 1936
- Pheretima fida Michaelsen, 1913
- Pheretima flabellifera Cognetti, 1911
- Pheretima flavarundoida Y. Chen, 1935
- Pheretima flavellana Gates, 1938
- Pheretima flexilis Gates, 1935
- Pheretima flocellana Gates, 1949
- Pheretima floresiana Michaelsen, 1934
- Pheretima flustrella Gates, 1949
- Pheretima fluvialis Gates, 1939
- Pheretima fluxa Y. Chen, 1946
- Pheretima fokiensis Michaelsen, 1931
- Pheretima fordi Michaelsen, 1934
- Pheretima formosae Michaelsen, 1922
- Pheretima fornicata Gates, 1935
- Pheretima fovella Gates, 1949
- Pheretima freesei Ude, 1924
- Pheretima frondicola Michaelsen, 1934
- Pheretima fucosa Gates, 1933
- Pheretima fungina Y. Chen, 1938
- Pheretima garama Gates, 1958
- Pheretima gastrizusa Michaelsen, 1928
- Pheretima gemella Gates, 1931
- Pheretima geojeinsulae Song & Paik, 1970
- Pheretima ghilarovi Thai, 1982
- Pheretima glabra Gates, 1932
- Pheretima globosa Y. Hong & James, 2011
- Pheretima gomejimensis Ohfuchi, 1937
- Pheretima gorasi Y. Hong & James, 2009
- Pheretima grahami Gates, 1935
- Pheretima grandipapillata Thai, 1982
- Pheretima grandisetosa Thai, 1996
- Pheretima grata Cognetti, 1914
- Pheretima gravis Y. Chen, 1946
- Pheretima gucheonensis Song & Paik, 1970
- Pheretima habbemana Gates, 1948
- Pheretima habereri Cognetti, 1906
- Pheretima hachli Ude, 1905
- Pheretima hahli Ude, 1905
- Pheretima hainanicus Y. Chen, 1938
- Pheretima halmaherae
- Pheretima harrietensis Stephenson, 1925
- Pheretima hataii Ohfuchi, 1937
- Pheretima hatomajimensis Ohfuchi, 1957
- Pheretima hawayana
- Pheretima heaneyi James, 2004
- Pheretima hellwigiana Cognetti, 1913
- Pheretima helvola Michaelsen, 1934
- Pheretima helvola Ude, 1905
- Pheretima hendersoniana Cognetti, 1914
- Pheretima heterogens Y. Chen & Hsü, 1975
- Pheretima heurni Michaelsen, 1924
- Pheretima hexitus Y. Chen, 1946
- Pheretima himalayana Stephenson, 1925
- Pheretima hirudinaria Gates, 1958
- Pheretima hobaensis Gates, 1941
- Pheretima hogemanni Ude, 1925
- Pheretima homosetus Y. Chen, 1938
- Pheretima honbaensis Gates, 1941
- Pheretima hongkongensis Michaelsen, 1910
- Pheretima houlleti
- Pheretima humilis Gates, 1942
- Pheretima hupbonensis Stephenson, 1931
- Pheretima ichangensis Fang, 1933
- Pheretima ignobilis Gates, 1935
- Pheretima illota Gates, 1932
- Pheretima immanis Aspe & James, 2014
- Pheretima immerita Gates, 1931
- Pheretima incerta Beddard, 1912
- Pheretima inchangensis Fang, 1933
- Pheretima inclara Gates, 1932
- Pheretima incongrua Y. Chen, 1933
- Pheretima indica
- Pheretima indicus
- Pheretima indigo Ohfuchi, 1951
- Pheretima infantilis Y. Chen, 1938
- Pheretima infantiloides Thai, 1984
- Pheretima inflata
- Pheretima insignis Michaelsen, 1921
- Pheretima insolita Gates, 1925
- Pheretima insulanus Gates, 1930
- Pheretima invisa Cognetti, 1913
- Pheretima ishikawai Ohfuchi, 1941
- Pheretima isselii Cognetti, 1908
- Pheretima jacita Gates, 1931
- Pheretima jacobsoni Michaelsen, 1922
- Pheretima jaoi Y. Chen, 1946
- Pheretima jiriensis Song & Paik, 1971
- Pheretima jocchana Cognetti, 1911
- Pheretima kaironkensis Gates, 1970
- Pheretima kalbaryoensis Y. Hong & James, 2011
- Pheretima kamitai Kobayashi, 1934
- Pheretima kampeni Cognetti, 1914
- Pheretima kanazana Kobayashi, 1937
- Pheretima kanazanus
- Pheretima keiana Michaelsen, 1925
- Pheretima keishuensis Kobayashi, 1938
- Pheretima kengtungensis Gates, 1931
- Pheretima kiangensis Michaelsen, 1931
- Pheretima kiangsuensis Y. Chen, 1930
- Pheretima kikuchii Hatai & Ohfuchi, 1936
- Pheretima kitangladensis James, 2004
- Pheretima klockei Ude, 1925
- Pheretima kobayashii Kobayashi, 1938
- Pheretima kochii Cognetti, 1913
- Pheretima kockensis Michaelsen, 1930
- Pheretima koreanus Kobayashi, 1938
- Pheretima korinchiana Cognetti, 1922
- Pheretima koryoensis Kobayashi, 1936
- Pheretima kuchingensis Stephenson, 1916
- Pheretima kyamikius Kobayashi, 1934
- Pheretima kyhaensis Thai, 1996
- Pheretima labosa Gates, 1932
- Pheretima lacertina Y. Chen, 1946
- Pheretima lacinata Y. Chen, 1946
- Pheretima ladjangensis Ude, 1932
- Pheretima lago Aspe & James, 2014
- Pheretima lagunaensis Y. Hong & James, 2008
- Pheretima lalangi Michaelsen, 1923
- Pheretima langbiangi Michaelsen, 1934
- Pheretima lauta Ude, 1905
- Pheretima lavangguana Gates, 1957
- Pheretima lejokana Michaelsen, 1934
- Pheretima leonoris Y. Chen, 1946
- Pheretima leopoldi Michaelsen, 1930
- Pheretima leucocirea Y. Chen, 1933
- Pheretima liangi Michaelsen, 1922
- Pheretima lignicola Stephenson, 1914
- Pheretima lignophilia Thai, 1982
- Pheretima limella Gates, 1935
- Pheretima limellula Y. Chen, 1946
- Pheretima limpida Y. Chen, 1938
- Pheretima lluchi Aspe & James, 2014
- Pheretima lobosa Gates, 1932
- Pheretima longicauliculata Gates, 1931
- Pheretima longigula Aspe & James, 2014
- Pheretima longipenis Y. Chen, 1946
- Pheretima longiprostata Aspe & James, 2014
- Pheretima longisiphona Qiu, 1988
- Pheretima lorella Gates, 1936
- Pheretima loti Chen & Hsü, 1975
- Pheretima loveridgei Gates, 1968
- Pheretima lunata Y. Chen, 1938
- Pheretima luxa Gates, 1936
- Pheretima maculata Ude, 1925
- Pheretima maculodorsalis Aspe & James, 2014
- Pheretima maculosa Gates, 1933
- Pheretima maculosa Hatai, 1930
- Pheretima magna Y. Chen, 1938
- Pheretima magnifica Y. Chen, 1936
- Pheretima magnodiverticulata Thai, 1984
- Pheretima makilingensis Y. Hong & James, 2008
- Pheretima malaca Gates, 1936
- Pheretima malindangensis Aspe & James, 2014
- Pheretima mamillana Gates, 1931
- Pheretima mamillaris Y. Chen, 1938
- Pheretima mammoporophorata Thai, 1982
- Pheretima mangophila T. T. Nguyen, 2011
- Pheretima manicata Gates, 1931
- Pheretima marenrelleri Cognetti, 1906
- Pheretima margaritata Y. Hong & James, 2011
- Pheretima mariae Y. Hong & James, 2008
- Pheretima martiorum Michaelsen, 1938
- Pheretima maxima Cognetti, 1915
- Pheretima medioca Chen & Hsü, 1975
- Pheretima mendosa Gates, 1932
- Pheretima mertoni Michaelsen, 1910
- Pheretima michaelseni Ude, 1925
- Pheretima miniata Gates, 1936
- Pheretima minuta Gates, 1929
- Pheretima mira Gates, 1972
- Pheretima misamisensis Aspe & James, 2014
- Pheretima misella Cognetti, 1913
- Pheretima misera Cognetti, 1913
- Pheretima modesta Michaelsen, 1927
- Pheretima molesta Gates, 1931
- Pheretima moniliata Y. Chen, 1946
- Pheretima monopera Cognetti, 1911
- Pheretima monoporata James, 2004
- Pheretima monoserialis Y. Chen, 1938
- Pheretima monotheca James, 2004
- Pheretima monstrifera Kobayashi, 1936
- Pheretima montana Kinberg, 1866 (Tahiti; Typusart)
- Pheretima monticola Beddard, 1912
- Pheretima morii Kobayashi, 1938
- Pheretima moultoni Michaelsen, 1914
- Pheretima mucrorimus Y. Chen, 1946
- Pheretima multitheca Y. Chen, 1938
- Pheretima murudi Ude, 1925
- Pheretima musiana Michaelsen, 1932
- Pheretima muta Y. Chen, 1938
- Pheretima mutica Y. Chen, 1938
- Pheretima myriochaeta Cognetti, 1911
- Pheretima myriosetosa Chen & Zhiffang, 1977
- Pheretima nagaensis Y. Hong & James, 2008
- Pheretima nanula Chen & Yang, 1975
- Pheretima nemoralis Gates, 1932
- Pheretima nieuwenhuisi Michaelsen, 1922
- Pheretima noharuzakensis Ohfuchi, 1956
- Pheretima nolani Aspe & James, 2014
- Pheretima notizusa Michaelsen, 1928
- Pheretima nubilus Y. Chen, 1946
- Pheretima nugalis Gates, 1931
- Pheretima nunezae Aspe & James, 2014
- Pheretima obscuritopora Y. Chen, 1930
- Pheretima obtusa Ohfuchi, 1937
- Pheretima oculata Y. Chen, 1938
- Pheretima oinakensis Cognetti, 1914
- Pheretima omeimontis
- Pheretima omtrekensis Cognetti, 1911
- Pheretima ophiodes Michaelsen, 1930
- Pheretima ophthalmopapillata Thai, 1982
- Pheretima orientalis Beddard, 1912
- Pheretima ornata Gates, 1929
- Pheretima osmastoni Michaelsen, 1907
- Pheretima oyamai Ohfuchi, 1937
- Pheretima oyuensis Ohfuchi, 1937
- Pheretima paeta Gates, 1935
- Pheretima pajana Michaelsen, 1928
- Pheretima palaoensis Ohfuchi, 1941
- Pheretima pallescens Michaelsen, 1928
- Pheretima palmosa Y. Chen, 1946
- Pheretima panarana Michaelsen, 1922
- Pheretima pannosa Gates, 1936
- Pheretima papilio Gates, 1930
- Pheretima papillifera Gates, 1935
- Pheretima papulosa
- Pheretima paraglandularis Fang, 1929
- Pheretima parco Chen & Zhifang, 1977
- Pheretima parmata Ude, 1924
- Pheretima parvula Ohfuchi, 1956
- Pheretima pauaiensis Beddard, 1912
- Pheretima paucisetosa James, 2004
- Pheretima pauxillula Gates, 1936
- Pheretima pectinifera Michaelsen, 1931
- Pheretima pedunculata Chen & Zhifang, 1977
- Pheretima penichaetifera Thai, 1984
- Pheretima penrisseni Michaelsen, 1928
- Pheretima perelae Thai, 1982
- Pheretima petahana Michaelsen, 1934
- Pheretima phasela
- Pheretima phaselus Hatai, 1930
- Pheretima philippina
- Pheretima pickfordi Gates, 1957
- Pheretima picteti Rosa, 1901
- Pheretima pingi Stephenson, 1925
- Pheretima pinguis Gates, 1930
- Pheretima planata Gates, 1926
- Pheretima planata Song & Paik, 1973
- Pheretima plantopapillata Thai, 1982
- Pheretima plantoporophorata Thai, 1984
- Pheretima platycorpa Thai, 1982
- Pheretima plesiopora Qiu, 1988
- Pheretima plumatomusculata Thai, 1982
- Pheretima pluviosa Cognetti, 1913
- Pheretima poiana Michaelsen, 1914
- Pheretima polychaetifera Thai, 1984
- Pheretima polytheca
- Pheretima polytoreuta Michaelsen, 1928
- Pheretima pomella Gates, 1935
- Pheretima pongchii Y. Chen, 1936
- Pheretima porrecta Gates, 1932
- Pheretima potonganensis Aspe & James, 2014
- Pheretima praepinguis Gates, 1935 (Sichuan / Volksrepublik China)
- Pheretima prava Y. Chen, 1946
- Pheretima primadamae Michaelsen, 1934
- Pheretima principalis Michaelsen, 1932
- Pheretima procera Gates, 1937
- Pheretima puerilis Y. Chen, 1938
- Pheretima pusilla Ohfuchi, 1956
- Pheretima quadrigemina Gates, 1932
- Pheretima quelparta Kobayashi, 1937
- Pheretima queribunda Gates, 1958
- Pheretima quincunxia James, 2004
- Pheretima ralla Gates, 1936
- Pheretima rallida Gates, 1936
- Pheretima rechingeri Cognetti, 1909
- Pheretima referta Gates, 1931
- Pheretima reisuiensis Kobayashi, 1938
- Pheretima rennellana Gates, 1957
- Pheretima renschi Ude, 1932
- Pheretima rhabdoidus Y. Chen, 1938
- Pheretima rimosa Gates, 1931
- Pheretima riukiuensis Ohfuchi, 1957
- Pheretima rockefelieri Y. Chen, 1933
- Pheretima rosai Ude, 1932
- Pheretima rubella Gates, 1936
- Pheretima rubida James, 2004
- Pheretima rufa Gates, 1948
- Pheretima rufomaculata Gates, 1948
- Pheretima rufula Gates, 1933
- Pheretima rugosa James, 2004
- Pheretima rutila Gates, 1936
- Pheretima saba Sims & Easton, 1972
- Pheretima saigonensis Omodeo, 1956
- Pheretima sakaguchii Ohfuchi, 1938
- Pheretima sanseiana Ohfuchi, 1951
- Pheretima saonekana Cognetti, 1913
- Pheretima sapinianus Y. Chen, 1946
- Pheretima scandens Michaelsen, 1928
- Pheretima schaedleri Michaelsen, 1922
- Pheretima schraderi Gates, 1970
- Pheretima schultzei Ude, 1924
- Pheretima scitula Gates, 1936
- Pheretima sedgwicki
- Pheretima sembalunensis Ude, 1932
- Pheretima sempoensis Kobayashi, 1938
- Pheretima sentanensis Cognetti, 1911
- Pheretima sepikensis Ude, 1924
- Pheretima serena Gates, 1936
- Pheretima sermowaiana Cognetti, 1914
- Pheretima serrata Kobayashi, 1936
- Pheretima servina Hatai & Ohfuchi, 1937
- Pheretima setosa Cognetti, 1908
- Pheretima seungpanensis Song & Paik, 1970
- Pheretima sheni Y. Chen, 1935
- Pheretima shinkeiensis Kobayashi, 1938
- Pheretima sibogae Michaelsen, 1922
- Pheretima siemsseni Michaelsen, 1931
- Pheretima sigillata Gates, 1936
- Pheretima silvestrii Cognetti, 1909
- Pheretima silvestris Michaelsen, 1923
- Pheretima simplex Michaelsen, 1928
- Pheretima simsi James & Y. Hong, 2004
- Pheretima sinabungana Michaelsen, 1923
- Pheretima singgalangi Michaelsen, 1930
- Pheretima sintangi Michaelsen, 1922
- Pheretima sinuosa Y. Chen, 1938
- Pheretima socsonensis Thai, 1984
- Pheretima sodalis Beddard, 1912
- Pheretima solomonis Beddard, 1899
- Pheretima sonaiensis Ohfuchi, 1956
- Pheretima sonella Gates, 1936
- Pheretima sonheri Reynolds & Wetzel
- Pheretima sopaikensis Song & Paik, 1973
- Pheretima soulensis Kobayashi, 1938
- Pheretima speiseri Michaelsen, 1913
- Pheretima spiridonovi Thai, 1996
- Pheretima stelleri
- Pheretima stephensoni Michaelsen, 1934
- Pheretima strellana Gates, 1949
- Pheretima subanensis Aspe & James, 2014
- Pheretima subtilis Gates, 1943
- Pheretima sucata Y. Chen, 1946
- Pheretima suctoria Michaelsen, 1907
- Pheretima sulcata Gates, 1932
- Pheretima susakii Kobayashi, 1936
- Pheretima swanus Tsai, 1964
- Pheretima szechuanensis Y. Chen, 1931
- Pheretima taipeiensis C-F. Tsai, 1964
- Pheretima tajiroensis Ohfuchi, 1938
- Pheretima tamiensis Ude, 1924
- Pheretima tani Thai, 1996
- Pheretima tappensis Ohfuchi, 1935
- Pheretima tawarinensis Cognetti, 1911
- Pheretima tecta Y. Chen, 1946
- Pheretima tenebrica Y. Chen, 1946
- Pheretima tenellula Gates, 1932
- Pheretima terrigena Gates, 1932
- Pheretima tertiadamae Michaelsen, 1934
- Pheretima thaii Y. Hong & James, 2011
- Pheretima thecodorsata Y. Chen, 1933
- Pheretima thienemanni Michaelsen, 1932
- Pheretima tibetana Michaelsen, 1931
- Pheretima tigris Aspe & James, 2014
- Pheretima tjandiana Michaelsen, 1932
- Pheretima tjibodae Horst, 1893
- Pheretima tonkinensis Michaelsen, 1934
- Pheretima torii Ohfuchi, 1941
- Pheretima tosaensis Ohfuchi, 1938
- Pheretima tosariana Cognetti, 1913
- Pheretima touranensis Michaelsen, 1934
- Pheretima travancorense Fedarb, 1898
- Pheretima triastriata Y. Chen, 1946
- Pheretima tripuncta Y. Chen, 1946
- Pheretima trivandrana Stephenson, 1916
- Pheretima trukensis Ohfuchi, 1940
- Pheretima truongsonensis Thai, 1984
- Pheretima tschiliensis Michaelsen, 1928
- Pheretima tuberculata Gates, 1935
- Pheretima tumulifaciens K. Lee, 1967
- Pheretima turneri Ude, 1924
- Pheretima ultoria Y. Chen, 1935
- Pheretima umbraticola Gates, 1932
- Pheretima unicystis K. Lee, 1981
- Pheretima vallis Kobayashi, 1936
- Pheretima varellana Michaelsen, 1934
- Pheretima varians Y. Chen, 1938
- Pheretima velata Gates, 1930
- Pheretima vergrandis Aspe & James, 2014
- Pheretima versteegi Michaelsen, 1913
- Pheretima vialis Michaelsen, 1924
- Pheretima vicinipora James, 2004
- Pheretima viracensis Y. Hong & James, 2009
- Pheretima virgata James, 2004
- Pheretima vivida Y. Chen, 1946
- Pheretima voeltzkowi Michaelsen, 1907
- Pheretima vulgaris Y. Chen, 1930
- Pheretima wati Aspe & James, 2014
- Pheretima weberi Cognetti, 1913
- Pheretima wendessiana Cognetti, 1911
- Pheretima wimberlayana Stephenson, 1925
- Pheretima winkleri Michaelsen, 1928
- Pheretima wui Y. Chen, 1935
- Pheretima yamadai Hatai, 1930
- Pheretima yamijoyamensis Ohfuchi, 1935
- Pheretima yapensis Ohfuchi, 1941
- Pheretima yezoensis Kobayashi, 1938
- Pheretima youngi Gates, 1932
- Pheretima yuhsi Tsai, 1964
- Pheretima yunlongensis Chen & Zhifang, 1977
- Pheretima yunoshimensis Hatai, 1930
- Pheretima zavattarii Cognetti, 1909
- Pheretima zenkevicki Thai, 1982
- Pheretima zonate Michaelsen, 1922
- Pheretima zoysiae Y. Chen, 1933